# Johannes Schneider (Märtyrer)
Johannes Schneider (* 1879 in Straßburg bei Odessa, Russisches Kaiserreich; † März 1944 ebenda, Sowjetunion) war ein russlanddeutscher römisch-katholischer Geistlicher und Märtyrer.

## Leben
Johannes Schneider wuchs im Bistum Tiraspol auf. Er studierte Theologie im Priesterseminar Saratow und wurde am 23. Dezember 1901 zum Priester geweiht. Die Stationen seines Wirkens waren: 1903–1904 Vikar in Kostheim (Molotschna), ab 1904 Pfarradministrator in Blumenfeld, ab 1911 in Rosental. Nach dem Rückzug der deutschen Truppen aus der Ukraine wurde er 1944 von den nachrückenden Rotarmisten erschossen.

## Gedenken
Die Römisch-katholische Kirche in Deutschland nahm Pfarrer Johannes Schneider als Märtyrer in das deutsche Martyrologium des 20. Jahrhunderts auf.